# ジャワ・ガムラン
ジャワ・ガムランとは、主に中部ジャワ地方で行われているスタイルのガムランを指すものである。

## 調律
スレンドロとペロッグの二種類が用いられる。
スレンドロは近年「スレンドロ平均律」なるものが理論的に導入されたが、こんなものを守っている村落は何処にもない。大体220から280セントの幅を持つ五つの音で構成される音階であるが、階段状に音名がぶら下がる感覚ではなく、ぼんやりと五つの音が漂う感じに近いらしい。また、楽器ごとに調律が違う。そのため、非常に繊細なデチューン効果が出る。このような音楽性は西洋はおろか東洋のほとんど音楽にも全く見られないものであった。
ペロッグ（事実上の発音はペロッ）は1から7までの音名からなるが、いっぺんに七つ全部使われる曲は何処にもなく、2,3,5,6,7或いは1,2,3,5,6の五つの音を選んで使われる。4は全曲の中でも隠し味風に使われる。
これはあくまで理論上の音律であり、「曲によっては低くとる音程」も存在する。村落が違えば同じスレンドロでも音律の感覚が微妙に異なり、ここがジャワ・ガムランの楽しみの一つといえる。

## ジャワ島のガムラン
北西部ジャワ地方や西部ジャワ地方で行われているガムランはそれぞれチレボン・ガムラン、スンダ・ガムランとよばれ、調律や演奏形態が異なる。ジャワ地方の音楽をこのように様式区分する考えは現地人にはなく、現地の人々は「一つの村落に一つの音楽が存在する」との考えで臨んでいる。この考えが調律や音楽の種類にも影響を与えており、スレンドロやペロッグのリストは数百に及ぶ。
この考えでは、一つの村落の経済的危機を守る為にガムランのセットを売り払うことは、その村落から音楽が消えることを意味する。実際に売り払ってしまうケースも見られたため、このような事態にならないように、出来るかぎり新しい楽器を作り一から様式を学ぶのが良いとされている。

## 様式
大きく分けて、ソロ様式とジョグジャカルタ様式の二つがあるとされているが、村落が違えば音楽は違う。
- Gamelan Kodhok ngorek
- Gamelan Monggang
- Gamelan Sekatèn
- Gamelan klasik
- Gamelan Gadhon
- Gamelan Siteran
- Gamelan Mangkunagaran
- Gamelan Pakualaman
- Gamelan Surakarta
- Gamelan Yogyakarta
- Gamelan Banyumasan

## 使用される楽器
- グンデル・バルン Gender barung
- グンデル・パヌルス Gender panerus
- スルントゥム Slentem (グンデル・パヌンブン Gender panunbung)
- サロン・ドゥムン Saron demung
- サロン・パヌルス Saron panerus (サロン・パキン Sarong pekin)
- サロン・バルン Saron barung (ジョグジャカルタではサロン・リチッ Saron ricik)
- ボナン・パヌンブン Bonang panunbung
- ボナン・パヌルス Bonang panerus
- ボナン・バルン Bonang barung
- ゴン・アグン Gong ageng (単にゴンとも言う銅鑼。ゴン・グデ Gong gedhe とも言う。)
- ゴン・スウアン Gong suwukan (単にスウアンとも言う銅鑼。)
- クノン Kenong
- クノン・ジャパン Kenong Jepang[2] （クノンに似た楽器）
- クンプル Kempul (クンポルとも言う。銅鑼の類)
- クトゥ Kethuk (クト)
- クンピャン Kempyang
- ブドゥック Beduk
- クンダン・アグン Kendhang ageng (クンダン・グデ Kendhang gedhe)
- クンダン・クティプン Kendhang Ketipung (クンダン・クティポン。単にクティプンあるいはクティポン。小型太鼓)
- チブロン Ciblon (中型太鼓)
- ガンバン・カユ Gambang kayu (単にガンバンとも言う。)
- ガンバン・ガンサ Gambang Gangsa (鍵板が金属製品のガンバン)
- ルバブ Rebab (ルバッブ、二弦の擦弦楽器。)
- クマナ Kemanak (体鳴楽器)
- スリン Suling (ジャワでは単数で使われる竹の縦笛)
- チェレンプン Celempung (チュルンプンともいわれるツィターのような楽器）
- シトゥル Siter (琴あるいはツィターのような楽器)

## 関連文献
- Sumarsam. Gamelan: Cultural Interaction and Musical Development in Central Java (1995), ISBN 0-226-78010-4 (cloth) 0226780112 (paper)
- Brinner, Benjamin. Music in Central Java: Experiencing Music, Expressing Culture (2007), Oxford University Press, New York, ISBN 0-19-514737-5 (paper)
- Kunst, Jaap. Music in Java: History Its Theory and Its Technique (1949/1973), ISBN 90-247-1519-9. An appendix of this book includes some statistical data on intervals in scales used by gamelans.
- Pickvance, Richard. A Gamelan Manual: A Player's Guide to the Central Javanese Gamelan (2005), Jaman Mas Books, London, ISBN 0-9550295-0-3
- Kartomi, Margaret J. Eastman Studies in Music #15 ; The Gamelan Digul and the Prison Camp Musician Who Built It : An Australian Link with the Indonesian Revolution (hardcover, bibliography, index, with CD) (2002) University of Rochester Press. p. 123. ISBN 1580460887.
- Lindsay, Jennifer. Javanese Gamelan (1985), Oxford university Press.
- Sutton, Andersen. Traditions of Gamelan Music in Java : Musical Pluralism and regional identity (2009), Cambridge University Press.